# مقلية هادية
مقلية هادية (الاسم العلمي: Alcaligenes pacificus) هي نوع من البكتيريا، سلبية الغرام، تتبع المقلية.